# Alanen Siururivier
De Alanen Siururivier (Alanen Siurujoki) is een rivier die stroomt in de Zweedse  gemeente Kiruna. De rivier ontstaat in moerassen rondom de Siuru, maar vreemd genoeg niet op haar berghellingen. De Alanen (onderste) Siururivier stroomt naar het noordoosten weg en blijft een moerasrivier. Samen met Ylinen Siururivier stroomt ze bij Övre Soppero de Lainiorivier in. Inclusief de Nalmuisenrivier is ze ruim 22 kilometer lang.
Afwatering: Alanen Siururivier → Lainiorivier → Torne → Botnische Golf